# Pleumeur-Gautier
Pleumeur-Gautier (bret. Pleuveur-Gaoter) – miejscowość i gmina we Francji, w regionie Bretania, w departamencie Côtes-d’Armor.
Według danych na rok 1990 gminę zamieszkiwało 1171 osób, a gęstość zaludnienia wynosiła 62 osoby/km² (wśród 1269 gmin Bretanii Pleumeur-Gautier plasuje się na 517. miejscu pod względem liczby ludności, natomiast pod względem powierzchni na miejscu 531.).